# Hiroyuki Dobashi
Hiroyuki Dobashi (jap. 土橋 宏由樹, Dobashi Hiroyuki; * 27. November 1977 in der Präfektur Yamanashi) ist ein ehemaliger japanischer Fußballspieler.

## Karriere
Dobashi erlernte das Fußballspielen in der Schulmannschaft der Nirasaki Technical High School. Seinen ersten Vertrag unterschrieb er 1998 bei den Ventforet Kofu. Der Verein spielte in der zweithöchsten Liga des Landes, der Japan Football League. Danach spielte er bei den Matsumoto Yamaga FC (2006–2007) und AC Nagano Parceiro (2008–2011). Ende 2011 beendete er seine Karriere als Fußballspieler.